# Jakub Švec
Jakub Švec (sinh 23 tháng 7 năm 2000) là một cầu thủ bóng đá Slovakia thi đấu cho FC ViOn Zlaté Moravce ở vị trí tiền đạo.

## Sự nghiệp

### FC ViOn Zlaté Moravce
Švec ra mắt chuyên nghiệp cho FC ViOn Zlaté Moravce trước MFK Zemplín Michalovce ngày 25 tháng 11 năm 2017.